# Varize (Eure i Loir)
Varize és un municipi francès, situat al departament de l'Eure i Loir i a la regió de Centre – Vall del Loira. L'any 2007 tenia 205 habitants.

## Demografia

### Població
El 2007 la població de fet de Varize era de 205 persones. Hi havia 79 famílies, de les quals 16 eren unipersonals (8 homes vivint sols i 8 dones vivint soles), 31 parelles sense fills, 20 parelles amb fills i 12 famílies monoparentals amb fills.
La població ha evolucionat segons el següent gràfic:
Habitants censats

### Habitatges
El 2007 hi havia 112 habitatges, 79 eren l'habitatge principal de la família, 20 eren segones residències i 13 estaven desocupats. 110 eren cases i 2 eren apartaments. Dels 79 habitatges principals, 62 estaven ocupats pels seus propietaris, 16 estaven llogats i ocupats pels llogaters i 2 estaven cedits a títol gratuït; 3 tenien dues cambres, 15 en tenien tres, 25 en tenien quatre i 36 en tenien cinc o més. 75 habitatges disposaven pel capbaix d'una plaça de pàrquing. A 29 habitatges hi havia un automòbil i a 45 n'hi havia dos o més.

### Piràmide de població
La piràmide de població per edats i sexe el 2009 era:
| Homes | Edats   | Dones |
| ----- | ------- | ----- |
| 0     | 95 o +  | 0     |
| 0     | 90 a 94 | 0     |
| 4     | 85 a 89 | 4     |
| 4     | 80 a 84 | 0     |
| 8     | 75 a 79 | 4     |
| 0     | 70 a 74 | 4     |
| 16    | 65 a 69 | 0     |
| 0     | 60 a 64 | 16    |
| 4     | 55 a 59 | 4     |
| 8     | 50 a 54 | 4     |
| 4     | 45 a 49 | 0     |
| 4     | 40 a 44 | 4     |
| 12    | 35 a 39 | 20    |
| 8     | 30 a 34 | 4     |
| 8     | 25 a 29 | 0     |
| 0     | 20 a 24 | 0     |
| 4     | 15 a 19 | 0     |
| 16    | 10 a 14 | 8     |
| 4     | 5 a 9   | 12    |
| 4     | 0 a 4   | 0     |

## Economia
El 2007 la població en edat de treballar era de 135 persones, 97 eren actives i 38 eren inactives. De les 97 persones actives 87 estaven ocupades (51 homes i 36 dones) i 10 estaven aturades (2 homes i 8 dones). De les 38 persones inactives 14 estaven jubilades, 10 estaven estudiant i 14 estaven classificades com a «altres inactius».

### Ingressos
El 2009 a Varize hi havia 78 unitats fiscals que integraven 211 persones, la mediana anual d'ingressos fiscals per persona era de 17.272 €.

### Activitats econòmiques
Dels 9 establiments que hi havia el 2007, 1 era d'una empresa de fabricació d'altres productes industrials, 1 d'una empresa de construcció, 1 d'una empresa de comerç i reparació d'automòbils, 1 d'una empresa d'hostatgeria i restauració, 2 d'empreses financeres, 1 d'una empresa de serveis i 2 d'entitats de l'administració pública.
Dels 6 establiments de servei als particulars que hi havia el 2009, 3 eren oficines bancàries, 1 taller de reparació d'automòbils i de material agrícola, 1 fusteria i 1 restaurant.
L'any 2000 a Varize hi havia 9 explotacions agrícoles que ocupaven un total de 1.107 hectàrees.

## Poblacions més properes
El següent diagrama mostra les poblacions més properes.